# Noah Centineo
Noah Gregory Centineo (Miami, 9 mei 1996) is een Amerikaans acteur en model van half Italiaanse en half Duitse afkomst. Hij is vooral bekend van de films To All the Boys I've Loved Before en Black Adam.
Centineo werd geboren in Miami, Florida en groeide op in Boynton Beach, Florida. Hij ging naar de BAK Middle School of the Arts en vervolgens naar de Boca Raton Community High School voor de 9e en 10e klas, waar hij voetbalde. In 2012 verhuisde hij naar Los Angeles en ging hij naar de Agoura High School. In 2009 maakte hij zijn acteerdebuut met de film The Gold Retrievers.

## Filmografie

### Film
| Jaar | Titel                                  | Rol                                  |
| ---- | -------------------------------------- | ------------------------------------ |
| 2009 | The Gold Retrievers                    | Josh Peters                          |
| 2011 | Turkles                                | David                                |
| 2014 | Abraham & Sarah, the Film Musical      | jonge Ishmael                        |
| 2014 | Another Assembly                       | Gabe                                 |
| 2017 | SPF-18                                 | Johnny Sanders Jr.                   |
| 2017 | Can't Take It Back                     | Jake Roberts                         |
| 2018 | To All the Boys I've Loved Before      | Peter Kavinsky                       |
| 2018 | Sierra Burgess Is a Loser              | Jamey                                |
| 2018 | Swiped                                 | Lance Black                          |
| 2019 | The Perfect Date                       | Brooks Rattigan                      |
| 2019 | Charlie's Angels                       | Langston                             |
| 2020 | To All the Boys: P.S. I Still Love You | Peter Kavinsky                       |
| 2021 | To All the Boys: Always and Forever    | Peter Kavinsky                       |
| 2022 | Black Adam                             | Albert "Al" Rothstein / Atom Smasher |
| 2025 | Warfare                                | Brian                                |

### Televisie
| Jaar      | Titel                     | Rol                           | Opmerkingen                               |
| --------- | ------------------------- | ----------------------------- | ----------------------------------------- |
| 2011-2012 | Austin & Ally             | Dallas                        | 3 afleveringen                            |
| 2013      | Marvin Marvin             | Blaine Hotman                 | aflevering "Double Date"                  |
| 2013      | Shake It Up               | Monroe                        | aflevering "Psych It Up"                  |
| 2013      | #TheAssignment            | Ben / Noah / George / Cameron | 4 afleveringen                            |
| 2013      | Ironside                  | Boy #2                        | aflevering "Minor Infractions"            |
| 2014      | Jessie                    | Rick Larkin                   | aflevering "Hoedown Showdown"             |
| 2014      | How to Build a Better Boy | Jaden Stark                   | televisiefilm                             |
| 2014      | Newsreaders               | Josh                          | aflevering "F- Dancing, Are You Decent?"  |
| 2014      | See Dad Run               | Carson                        | aflevering "See Dad Watch Janie Run Away" |
| 2014      | Growing Up and Down       | Ben                           | televisiefilm                             |
| 2015-2018 | The Fosters               | Jesus Adams Foster            | 53 afleveringen                           |
| 2017-2018 | Tagged                    | Hawk Carter                   | 23 afleveringen                           |
| 2019      | Good Trouble              | Jesus Adams Foster            | 2 afleveringen                            |
| 2022      | The Recruit               | Owen Hendricks                | 8 afleveringen                            |
| 2025      | XO, Kitty                 | Peter Kavinsky                | verschijnt in aflevering 6                |

### Videoclip
| Jaar | Titel                | Artiest(en)                         |
| ---- | -------------------- | ----------------------------------- |
| 2017 | "Havana"             | Camila Cabello featuring Young Thug |
| 2019 | "Save Me Tonight"    | Arty                                |
| 2019 | "Are You Bored Yet?" | Wallows featuring Clairo            |